# Julien Magre
Julien Magre est un photographe français né en 1973 à Boulogne Billancourt. Il travaille essentiellement en argentique et en couleur, il est qualifié  de « photographe de l'intimité» par la critique. 
Sollicité pour des photos de presse, il est représenté par la galerie Le Réverbère à Lyon. Il vit et travaille à Paris.

## Biographie
Lors de ses études aux Arts décoratifs de Paris, dont il est diplômé en 2000, Julien Magre prend comme modèle une jeune femme, Caroline, qui deviendra son épouse et la mère de ses enfants et l'un des sujets avec eux, de plusieurs travaux autour de l'intime. Ses proches (familiaux et amicaux) constituent en effet depuis la fin des années 90 sa première inspiration.
En 2010, Agnès b. repère son travail, ce qui lui permet d'exposer son ouvrage Caroline, Histoire numéro 2 et des tirages extraits de l'ouvrage diffusé à la librairie de la Galerie du Jour. En plus de ses nombreuses expositions en France et à l'étranger, il est souvent sollicité depuis quelques années comme illustrateur de sujets d'actualité qui racontent certains de ses contemporains dans leur quotidien crû,,, ou comme portraitiste affectueux de sujets interviewés,.
Le livre Je n'ai plus peur du noir (Filigranes, 2016) fait partie des dix meilleurs livres sélectionnés par le Prix Nadar 2017 ainsi que de la short-list des livres d'auteur aux rencontres de la photographie d'Arles 2017. Sa série « Sœur.... frère » a reçu la médaille d’argent dans la catégorie Inspiration à la 52 ème édition (2021) du Club des Directeurs Artistiques.

### Photographe de l'intimité familiale
Le style artistique de Julien Magre s'élabore dès le départ en puisant dans les ingrédients de l'intimité pure de la photo de couple, puis de famille qu'il extirpe totalement de leurs rites sociétaux (mariage, anniversaire, fêtes de Noël) et dans ceux de la poésie que la légende ainsi racontée dégage. Dans les dix années de photos qu'il a prises de sa femme, et de ses deux filles Louise et Suzanne, et rassemblées pour son livre Caroline Histoire numéro deux,  Julien Magre nous rend les trois héroïnes à la fois cinématographiques et incarnées, entre rêveries, liens fragiles et corps palpables. Par la force qui s'en dégage et touche imperceptiblement notre propre intimité, nous devenons comme parties prenantes rêveuses de cette vie qui passe,.
Dans je n'ai plus peur du noir, Julien Magre choisit de photographier la maladie de Suzanne, 7 ans, qui collaborera activement à ce projet commun. Le livre commence par des images de paysage prises la veille de l'annonce de la leucémie de sa fille cadette en Corrèze, puis expose sans détours le quotidien hospitalier grâce aux objets choisis par elle, pour se refermer sur des photographies des premières vacances de Caroline, Louise et Julien sans Suzanne. Ce travail douloureux et puissant, celui d'un funambule qui oscille entre obscurité et lumière, entre noir et blanc et couleurs, entre visages inquiets ou profondément tristes et paysages inertes, est un travail de mémoire, un témoignage puissant sur l'indicible de la perte et sur le nécessaire retour à une autre forme de vie,. 
« Et j'avais oublié la mort, comme un idiot », écrit Julien Magre en août 2015.

### Photographe de l'intimité des paysages
Dans une suite photographique commandée par la société française de paris hippiques PMU, La robe et la main et qui constitue la première œuvre qu'il compose (presque) sans la présence de sa famille, il montre à voir ce que le public des hippodromes ne voit pas d'ordinaire, les coulisses, les techniciens de l'ombre, et puissamment cette étrange intimité entre l'homme et l'animal « les regards intenses des chevaux, les regards plus inquiets des hommes », dira-t-il. Avec une dimension philosophique assumée : mettre en lumière les paradoxes créés par les interactions entre nature et culture, entre instinct et intelligence, entre enfermement et émancipation qui font la particularité de cette forêt de Chantilly sauvage et domptée tour à tour.
Le paradoxe créé par les images du travail qu'il qualifie d'anti road-movie S'il y a lieu, je pars avec vous — l'habitacle de la voiture ou l'aire d'arrêt investis par le cercle familial d'une part et les hallucinations auxquelles ses membres peuvent assister ensemble ou personnellement sur une autoroute de nuit d'autre part — nous permet de savourer sa capacité à nous faire partager l'intimité dans tous ses états,,,.
Entre 2011 et 2020, Julien Magre signe des ouvrages ou des contributions chez Filigranes, Xavier Barral et Éditions Textuel.

## Publications
- Une marche photographique en France, éditions Textuel, collectif Tendance Floue, 2020[17].
- S'il y a lieu, je pars avec vous, Le Bal - Éditions Xavier Barral, 2019[18].
- La robe et la main, éditions Filigranes, 2018
- Je n'ai plus peur du noir, éditions Filigranes, 2016[19] - Short List du prix du livre d'auteur aux Rencontres d'Arles 2017.
- Troubles, éditions Filigranes, 2015.
- Caroline, Histoire numéro deux, éditions Filigranes, 2011.

## Récompenses et distinctions
(Liste non exhaustive)
- 2022 : Prix Niépce Gens d'images[20]
- 2022 : Lauréat de la commande photographique du ministère de la Culture[20]

## Expositions (sélection)
Entre 2010 et 2020, Julien Magre a exposé ses œuvres artistiques dans plusieurs galeries en France, pour des expositions centrées sur son seul travail et également pour des projets collectifs, notamment lors d'expositions dans la galerie lyonnaise Le Réverbère.
- Azimut (exposition collective), Musée Nicéphore Niépce de Châlons-sur-Saône, octobre 2020[21],[22].
- Galerie Le Réverbère : 
  - Envies d'ailleurs (exposition collective), mai 2021[23]
  - C'est quoi l'été pour vous ? (exposition collective), juin 2020[24] ;
  - La poésie abstraite du réel (exposition collective), juin 2019[25] ;
  - Elles (exposition personnelle), 2017. Elle réunit plus de trois cents de ses photographies réalisées entre 1999 et 2017[26].
- Sophie Calle, Julien Magre, Stéphane Couturier, Alain Bublex, Antoine d'Agata, S'il y a lieu, je pars avec vous (exposition collective), Le Bal, juin 2014[27].
- Julien Magre et Laure Vasconi, Nuit Américaine (exposition collective), La Filature, Mulhouse, septembre 2014.
- Elles veulent déjà s'enfuir (exposition personnelle), Galerie La Conserverie, juin 2013[28].
- Histoire de Famille (Marseille-Provence 2013) dans Elles veulent déjà s'enfuir (exposition collective), Galerie La Jetée, septembre 2013.
- Exposition personnelle autour du livre Caroline, Histoire numéro deux (Paris Photo 2010), Galerie du Jour, décembre 2010.